# الیزر کاشانی
الیزار کاشانی (عبری: אליעזר קשאני‎ ; 13 مارس ۱۹۲۳–۱۶ آوریل ۱۹۴۷) یکی از اعضای ایرگون در فلسطین در زمان حکومت بریتانیا در این منطقه و یکی از ۱۲ اولی هاگاردوم بود.

## اوایل زندگی
کاشانی در پتخ تیکوا در خانواده ای فقیر یهودی ایرانی با ۴ برادر و ۳ خواهر به دنیا آمد. در جوانی عضوی از جنبش مکابی بود و در ۱۳ سالگی در یک کارخانه مشغول به کار شد.
کاشانی در ۲۳ اوت ۱۹۴۴ توسط نیروهای بریتانیایی به ظن عضویت در ایرگون دستگیر و به لاترون فرستاده شد. او سرانجام در کنار ۲۵۰ زندانی یهودی دیگر به اریتره منتقل شد. کاشانی زمانی که در آفریقا بود، اصرار داشت که به نیروی زیرزمینی ایرگون بپیوندد، اگرچه در ابتدا او را به خاطر سابقه بازداشت نمی‌پذیرفتند. زمانی که در اریتره بود، زبان انگلیسی را به خوبی آموخت. هنگامی که او به فلسطین بازگشت، علیرغم خطر گزارش شدن به پلیس بریتانیا به دلیل مظنون بودن، به یک مبارز برجسته برای ایرگون زوای لئومی تبدیل شد.

## فعالیتهای مخفی
در نیروی زیرزمینی او با اطلاعات، تسلیحات و عملیات نظامی سر و کار داشت و حتی یک دوره را برای فرماندهی شروع کرد، اما قبل از اینکه بتواند به پایان برسد درگذشت. در ۲۹ دسامبر ۱۹۴۶، کاشانی و چهار جنگجوی دیگر ایرگون، مردخای الکاهی، یخیل درسنر، حییم گیلاد و آبراهام میزراهی، برای اقدام در شبی که به عنوان شب ضرب و شتم شناخته می‌شود، حرکت کردند. در تقاطع تایاسیم، پنج نفر از آنها با یک سد پلیس مواجه شدند که از آنجا تیراندازی کردند. راننده، میزراهی بر اثر جراحات وارده جان باخت. الیزر و سه جنگجوی باقیمانده دستگیر و به یک اردوگاه نظامی در نزدیکی منتقل شدند، جایی که آنها یک سری شکنجه را پشت سر گذاشتند و ۲۰ ساعت متوالی آنها را کتک زدند. پس از پنج روز که در آن تحقیر و ضرب و شتم شدند، این افراد به اورشلیم منتقل شدند.

## محاکمه و اعدام
در ۱۰ فوریه ۱۹۴۷، چهار دادگاه نظامی برگزار شد. الکاهی، کاشانی، درسنر و گیلاد شلوار و جوراب خاکی، کفش مشکی، کت خاکستری و کلاه جمجمه آبی مایل به سفید پوشیدند. این چهار نفر صلاحیت دادگاه برای محاکمه آنها را رد کردند و از پاسخ به سؤالات یا اتهامات خودداری کردند. پس از یک محاکمه کوتاه، قضات اعلام کردند که این چهار نفر به اتهام حمل سلاح مجرم شناخته شدند. مجازات الکاهی، درسنر و کاشانی اعدام بود در حالی که گیلاد ۱۷ ساله به حبس ابد محکوم شد. همین که حکم شنیده شد، آن چهار نفر برخاستند و حتیکوه خواندند.
امیدی در یشوف برای نجات این سه نفر وجود داشت که متهم به قتل نبودند، بلکه به خاطر داشتن سلاح زندانی شده بودند. کاشانی در زندان اورشلیم مریض بود، اما تا زمانی که در سلولش در زنجیر بود از مداوا خودداری کرد. درخواست خانواده او برای عفو نیز رد شد. وکیل او که بازگشت او از اریتره را نیز برعهده داشت، از او درخواست کرد که درخواست عفو خود را امضا کند، اما کاشانی گفت که او حاکمیت انگلیس را به رسمیت نمی‌شناسد و بنابراین هیچ سندی را امضا نمی‌کند.
در ۱۵ آوریل، چهار محکوم مخفیانه از اورشلیم به زندان عکا منتقل شدند. روز بعد، ۱۶ آوریل ۱۹۴۷، ساعت ۴ صبح، این چهار نفر بدون هشدار قبلی و بدون اطلاع خانواده‌هایشان به چوبه دار آورده شدند. در همان زمان، مقامهای بریتانیایی اشاره کردند که اعدام آنها قریب‌الوقوع نیست و چند ساعت قبل، وکیل ماکس سلیگمن، که عفو آنها را انجام می‌داد، مطلع شد که هنوز آمادگی لازم برای اعدام وجود ندارد. کاشانی و دیگران حتیکوه را در حالی که آنها را به دار می‌آوردند می خواندند. کاشانی آخرین نفر از چهار نفری بود که به دار آویخته شد.
اجساد این چهار مرد توسط کاروانی از تانک‌ها و خودروهای زرهی بدون اطلاع شورا کادیشا یا اعضای خانواده آنها به شهر صفد هدایت شد و آنها نیمه برهنه در ایستگاه پلیس کوه کنعان قرار گرفتند. آخرین درخواست آنها، دفن شدن در روش پینا، مورد توجه قرار نگرفت. ساعت هفت صبح رادیو اعدام‌ها را اعلام کرد و در فلسطین منع آمد و شد اعلام شد. صبح مردم صفد خواستار شرکت در گورستان شدند، اما این شهر نیز ممنوع الخروج بود. با این وجود، صدها یهودی زیر باران شدید به گورستان رسیدند، جایی که یهودیان چوبه دار در کنار قربانیان شورش‌های ۱۹۲۹ و ۱۹۳۶ دفن شدند. شوک بزرگی در یشوف بر سر حلق آویز کردن، و محکومیت توسط بسیاری از جوامع یهودی در سراسر جهان ابراز شد. برخی از کشیشان آمریکایی حتی مجالس یادبودی ترتیب دادند.
ماه‌ها بعد، نگهبانان بریتانیایی همچنان بر سر قبرها در صفد قرار می‌گرفتند تا نیروهای ایرگون اجساد را بیرون نبرند و طبق درخواست خود به روش پینا منتقل نکنند.

## خاطره
در چندین شهر اسرائیل از جمله تل آویو، بئرشبا، یافا و اورشلیم، خیابان‌هایی به نام کاشانی نامگذاری شد.